# 麥克諾提
麥克諾提（McNulty）可以指：

## 人物
- 馬修·麥克諾提（英語：Michael Anthony McNulty，1982年12月14日－），英國演員。
- 保罗·麦克诺提（英語：Paul McNulty，1953年10月21日－），美國鋼琴製造商。

|  | 本页或本分段罗列了姓氏为「麥克諾提」的人物。 如果是一个指代特定个人的内链将您引导到本页，請考慮修正該人物的名字以將链接指向正確的條目。 |